# Aragonictis araid
Aragonictis araid — вид хижих тварин із підродини росомахових (Guloninae). 

## Етимологія
Арагон — автономне співтовариство Іспанії, в якому була визначена арагонська біозона (Європейський вік сухопутних ссавців: пізній ранній міоцен/середній міоцен); -ictis, грецький суфікс для ссавців, схожих на ласку. ARAID — акронім Fundación Agencia Aragonesa para la Investigación y el Desarrollo — англійською мовою, Aragonese Foundation for Research and Development), агенція, створена урядом Арагона з метою сприяння дослідженням, розробкам та інноваціям. На знак визнання причетності до досліджень палеонтології хребетних в Арагоні.

## Морфологічна характеристика
Вид і рід описано на основі зубощелепного матеріалу невеликої мустели з трьох середньоміоценових локалізацій Піренейського півострова. Аналіз викопних решток вказує на гіперм'ясоїдність тварини. 

## Середовище проживання
Знахідка A. araid також підтверджує наявність більш густого лісистого середовища, ніж очікувалося, у внутрішній Іберії протягом найостаннішого середнього міоцену.